# Górna Synagoga w Mikulovie
Górna Synagoga w Mikulovie – synagoga w Mikulovie, przy ulicy Husova 13, Czechy. Nazywana była też "Altschul". Wybudowana w roku 1550, rozbudowana w 1689 i odbudowana po pożarze w 1719–1723 prawdopodobnie przy udziale architekta Ch. A. Oedyla. Po pożarze uzyskała barokowy wygląd z czterema kopułami i czterokolumnową bimą. Stiukowy sufit ozdobiony hebrajskimi tekstami. Synagoga reprezentuje styl świątyni polsko-lwowskiej i jest jedyną taką na terenie Czech. Ostatnia renowacja miała miejsce w latach 1977–1989.
W tej synagodze w latach 1553–1573 działał rabin Śląska i Moraw Jehuda Löw ben Becalel.